# Esqui alpino nos Jogos Paralímpicos de Inverno de 2014 - Slalom gigante feminino
A prova de slalom gigante feminino do esqui alpino nos Jogos Paralímpicos de Inverno de 2014 foi realizada no Centro de Esqui Alpino Rosa Khutor, na Clareira Vermelha, em 16 de março de 2014.

## Medalhistas
|        | Atletas sentadas       | Atletas em pé       | Deficientes visuais                              |
| ------ | ---------------------- | ------------------- | ------------------------------------------------ |
| Ouro   | GER Anna Schaffelhuber | FRA Marie Bochet    | SVK Henrieta Farkasova / Natalia Subrtova (guia) |
| Prata  | AUT Claudia Loesch     | GER Andrea Rothfuss | RUS Aleksandra Frantceva / Pavel Zabotin (guia)  |
| Bronze | GER Anna-Lena Forster  | FRA Solène Jambaqué | AUS Jessica Gallagher / Christian Geiger (guia)  |

## Resultados

### Atletas sentadas
| Pos.              | Bib | Atleta                   | 1ª descida | Pos. | 2ª descida | Pos. | Total   | Diferença |
| ----------------- | --- | ------------------------ | ---------- | ---- | ---------- | ---- | ------- | --------- |
| Medalha de ouro   | 35  | GER Anna Schaffelhuber   | 1:31.60    | 2    | 1:19.66    | 1    | 2:51.26 | —         |
| Medalha de prata  | 34  | AUT Claudia Loesch       | 1:36.09    | 5    | 1:19.82    | 2    | 2:55.91 | +4.65     |
| Medalha de bronze | 38  | GER Anna-Lena Forster    | 1:35.77    | 4    | 1:23.56    | 3    | 2:59.33 | +8.07     |
| 4                 | 31  | USA Alana Nichols        | 1:33.49    | 3    | 1:26.75    | 7    | 3:00.24 | +8.98     |
| 5                 | 32  | JPN Momoka Muraoka       | 1:37.40    | 6    | 1:24.32    | 4    | 3:01.72 | +10.46    |
| 6                 | 36  | USA Laurie Stephens      | 1:38.26    | 7    | 1:26.64    | 6    | 3:04.90 | +13.64    |
| 7                 | 39  | JPN Yoshiko Tanaka       | 1:47.26    | 8    | 1:33.24    | 8    | 3:20.50 | +29.24    |
| 8                 | 37  | GBR Anna Turney          | 1:55.41    | 11   | 1:25.35    | 5    | 3:20.76 | +29.50    |
| 9                 | 41  | ISL Erna Fridriksdottir  | 1:49.53    | 9    | 1:41.66    | 10   | 3:31.19 | +39.93    |
| 10                | 40  | AUS Victoria Pendergast  | 1:54.37    | 10   | 1:40.22    | 9    | 3:34.59 | +43.33    |
| 11                | 42  | SWE Linnea Ottosson Eide | 2:13.10    | 12   | 1:52.19    | 11   | 4:05.29 | +1:14.07  |
|                   | 33  | CAN Kimberly Joines      | 1:30.44    | 1    | DNF        | —    | —       | —         |

### Atletas em pé
| Pos.              | Bib | Atleta                   | 1ª descida | Pos. | 2ª descida | Pos. | Total   | Diferença |
| ----------------- | --- | ------------------------ | ---------- | ---- | ---------- | ---- | ------- | --------- |
| Medalha de ouro   | 19  | FRA Marie Bochet         | 1:24.98    | 1    | 1:13.86    | 1    | 2:38.84 | —         |
| Medalha de prata  | 11  | GER Andrea Rothfuss      | 1:25.36    | 2    | 1:14.34    | 2    | 2:39.70 | +0.86     |
| Medalha de bronze | 22  | FRA Solène Jambaqué      | 1:27.71    | 3    | 1:19.10    | 5    | 2:46.81 | +7.97     |
| 4                 | 23  | USA Allison Jones        | 1:31.65    | 7    | 1:16.92    | 3    | 2:48.57 | +9.73     |
| 5                 | 24  | SVK Petra Smarzova       | 1:30.52    | 4    | 1:18.95    | 4    | 2:49.47 | +10.63    |
| 6                 | 14  | RUS Inga Medvedeva       | 1:33.17    | 8    | 1:19.77    | 6    | 2:52.94 | +14.10    |
| 7                 | 26  | ROU Laura Valeanu        | 1:33.96    | 11   | 1:20.27    | 8    | 2:54.23 | +15.39    |
| 8                 | 16  | NED Anna Jochemsen       | 1:34.32    | 12   | 1:20.20    | 7    | 2:54.52 | +15.68    |
| 9                 | 20  | CAN Erin Latimer         | 1:33.42    | 9    | 1:22.71    | 9    | 2:56.13 | +17.29    |
| 10                | 17  | CAN Alexandra Starker    | 1:33.91    | 10   | 1:23.62    | 11   | 2:57.53 | +18.69    |
| 11                | 13  | ESP Ursula Pueyo Marimon | 1:36.26    | 13   | 1:22.95    | 10   | 2:59.21 | +20.37    |
| 12                | 27  | FIN Katja Saarinen       | 1:40.56    | 15   | 1:26.43    | 12   | 3:06.99 | +28.15    |
| 13                | 28  | RUS Anastasia Khorosheva | 1:39.55    | 14   | 1:28.27    | 13   | 3:07.82 | +28.98    |
| 14                | 15  | USA Melanie Schwartz     | 1:44.46    | 17   | 1:28.60    | 14   | 3:13.06 | +34.22    |
| 15                | 29  | DEN Line Damgaard        | 2:08.40    | 18   | 1:53.00    | 15   | 4:01.40 | +1:22.56  |
|                   | 12  | USA Stephanie Jallen     | 1:30.73    | 5    | DNF        | —    | —       | —         |
|                   | 21  | RUS Mariia Papulova      | 1:31.17    | 6    | DNF        | —    | —       | —         |
|                   | 25  | CAN Alana Ramsay         | 1:42.09    | 15   | DNF        | —    | —       | —         |
|                   | 30  | BIH Ilma Kazazic         | 2:32.64    | 19   | DNF        | —    | —       | —         |
|                   | 18  | ITA Melania Corradini    | DNF        | —    | —          | —    | —       | —         |

### Deficientes visuais
| Pos.              | Bib | Atleta                                    | País               | 1ª descida | Pos. | 2ª descida | Pos. | Total   | Diferença |
| ----------------- | --- | ----------------------------------------- | ------------------ | ---------- | ---- | ---------- | ---- | ------- | --------- |
| Medalha de ouro   | 1   | Henrieta Farkasova Guia: Natalia Subrtova | SVK Eslováquia     | 1:28.62    | 1    | 1:20.01    | 1    | 2:48.63 | -         |
| Medalha de prata  | 6   | Aleksandra Frantceva Guia: Pavel Zabotin  | RUS Rússia         | 1:33.58    | 2    | 1:21.33    | 2    | 2:54.91 | +6.28     |
| Medalha de bronze | 4   | Jessica Gallagher Guia: Christian Geiger  | AUS Austrália      | 1:36.69    | 3    | 1:25.42    | 3    | 3:02.11 | +13.48    |
| 4                 | 9   | Yang Jae Rim Guia: Lee Ji Youl            | KOR Coreia do Sul  | 1:36.82    | 4    | 1:29.08    | 6    | 3:05.90 | +17.27    |
| 5                 | 10  | Millie Knight Guia: Rachael Ferrier       | GBR Grã-Bretanha   | 1:39.66    | 5    | 1:27.68    | 5    | 3:07.34 | +18.71    |
| 6                 | 8   | Staci Mannella Guia: Robert Umstead       | USA Estados Unidos | 1:44.66    | 6    | 1:26.11    | 4    | 3:10.77 | +22.14    |
|                   | 2   | Jade Etherington Guia: Caroline Powell    | GBR Grã-Bretanha   | DNS        | —    | —          | —    | —       | —         |
|                   | 3   | Lindsey Ball Guia: Diane Barras           | USA Estados Unidos | DNF        | —    | —          | —    | —       | —         |
|                   | 5   | Kelly Gallagher Guia: Charlotte Evans     | GBR Grã-Bretanha   | DNF        | —    | —          | —    | —       | —         |
|                   | 7   | Melissa Perrine Guia: Andrew Bor          | AUS Austrália      | DNF        | —    | —          | —    | —       | —         |

Legenda
| Recorde mundial      | Recorde mundial (World record)               |                       | Recorde africano                      | Recorde africano (African) |                                           | Q | Classificado por posição (Qualified) |
| Recorde olímpico     | Recorde olímpico (Olympic record)            | Recorde da América    | Recorde da América (Americas)         | q                          | Classificado por melhor tempo (Qualified) |   |                                      |
| Melhor marca do ano  | Melhor marca do ano (World leading)          | Recorde asiático      | Recorde asiático (Asian)              | DNS                        | Não largou (Did not start)                |   |                                      |
| Recorde nacional     | Recorde nacional (National record)           | Recorde europeu       | Recorde europeu (European)            | DNF                        | Não terminou (Did not finish)             |   |                                      |
| Recorde pessoal      | Recorde pessoal do atleta (Personal best)    | Recorde da Oceania    | Recorde da Oceania (Oceania)          | DSQ / DQ                   | Desclassificado (Disqualified)            |   |                                      |
| Recorde da temporada | Recorde da temporada do atleta (Season best) | Recorde sul-americano | Recorde sul-americano (South America) | NM                         | Sem marca (No mark)                       |   |                                      |